# Téo & Téa
Téo & Téa es un álbum conceptual del compositor francés Jean Michel Jarre, publicado por Warner Music el 26 de marzo de 2007. El álbum en Estados Unidos fue publicado tres semanas después; el 16 de abril de 2007. Es el decimotercer álbum de estudio de Jarre. La temática del álbum está centrada en la historia de amor de dos personajes ficticios llamados simplemente como "Téo (el chico) y Téa (la chica)".
El álbum fue lanzado en CD en dos versiones; la original o Estándar y la edición De Lujo, la cual incluye el CD y un DVD. La edición de DVD contiene las mismas pistas en formato de audio 5.1, como también el videoclip de Téo & Téa en HD compatible con ciertos sistemas operativos de computadores para su reproducción. Téo & Téa es un álbum más simple aunque mantiene el nuevo estilo musical de Jarre adoptado al inicio del nuevo siglo, el disco está orientado a
volver al estilo musical Jarre de los años 80, casi basado en el tema Equinoxe 6 de Equinoxe esto debido al parecido con los sonidos y ritmos de algunas pistas.

## Lista De Temas
| CD Estándar |                              |       |          |  |
| N.º         | Título                       | Autor | Duración |  |
| 1.          | «Fresh News»                 | Jarre | 2:41     |  |
| 2.          | «Téo & Téa»                  | Jarre | 3:26     |  |
| 3.          | «Beautiful Agony»            | Jarre | 4:38     |  |
| 4.          | «Touch To Remember»          | Jarre | 6:06     |  |
| 5.          | «Ok, Do It Fast»             | Jarre | 3:22     |  |
| 6.          | «Partners In Crime (Part 1)» | Jarre | 3:38     |  |
| 7.          | «Partners In Crime (Part 2)» | Jarre | 3:35     |  |
| 8.          | «Chatterbox»                 | Jarre | 2:14     |  |
| 9.          | «In The Mood For You»        | Jarre | 4:17     |  |
| 10.         | «Gossip»                     | Jarre | 2:08     |  |
| 11.         | «Vintage»                    | Jarre | 3:04     |  |
| 12.         | «Melancholic Rodeo»          | Jarre | 3:46     |  |
| 13.         | «Téo & Téa 4:00 AM»          | Jarre | 7:06     |  |
| 50:01       |                              |       |          |  |

| CD/DVD (5.1) |                              |       |          |  |
| N.º          | Título                       | Autor | Duración |  |
| 1.           | «Fresh News»                 | Jarre | 2:41     |  |
| 2.           | «Téo & Téa»                  | Jarre | 3:26     |  |
| 3.           | «Beautiful Agony»            | Jarre | 4:38     |  |
| 4.           | «Touch To Remember»          | Jarre | 6:06     |  |
| 5.           | «Ok, Do It Fast»             | Jarre | 3:22     |  |
| 6.           | «Partners In Crime (Part 1)» | Jarre | 3:38     |  |
| 7.           | «Partners In Crime (Part 2)» | Jarre | 3:35     |  |
| 8.           | «Chatterbox»                 | Jarre | 2:14     |  |
| 9.           | «In The Mood For You»        | Jarre | 4:17     |  |
| 10.          | «Gossip»                     | Jarre | 2:08     |  |
| 11.          | «Vintage»                    | Jarre | 3:04     |  |
| 12.          | «Melancholic Rodeo»          | Jarre | 3:46     |  |
| 13.          | «Téo & Téa 4:00 AM»          | Jarre | 7:06     |  |
| 50:01        |                              |       |          |  |

| DVD Bonus |                                     |                 |          |  |
| N.º       | Título                              | Director        | Duración |  |
| 1.        | «Téo & Téa (Video High Definition)» | Loïc & Aurèlien | 3:26     |  |
| 2.        | «Téo & Téa (Video)»                 | Loïc & Aurèlien | 3:26     |  |

## EniTunes
El lanzamiento del disco en iTunes incluía algunos "Bonus Tracks" y material inédito:

"Making Of (English)" - 8:35

"Making Of (French)" - 11:30

"Téo & Téa 6:00 AM Special" y "El Comentario de Jean-Michel Jarre Pista por Pista"

("Jean Michel Jarre's Track-by-Track Commentary").